# Rudi Delhem
Rudi Delhem (Antwerpen, 1 augustus 1944) is een Vlaams acteur. Soms wordt hij ook Rudy Delhem genoemd.
Zijn bekendste rollen zijn die van Waldo van het Melkhuisje (1991-1994) in Postbus X, Planton Ivo Celis (2003-2008) in Zone Stad en die van Rudolf (2006-2008) in Familie.
Hij speelde gastrollen in Kapitein Zeppos, De kat (Rudy), De Kolderbrigade (Jack Bleck), Merlina (regisseur), Het Pleintje (ir. Canteclaer), Het Park (Vervecken), Heterdaad (Patrick Renard), Zomerrust (Çois De Belder), Wittekerke (Rik Thijssen in 1996 en 1999, meester Kerkhoven in 2008), Bompa (Bill Clinckhaemers), Windkracht 10 (dokter), 2 Straten verder, Recht op Recht (meneer Broos en loodgieter in 2001), F.C. De Kampioenen (Valère Vandervleet in 1999, Juul, de vader van Carmen, in 2001), Flikken (Olivier De Baets), Café Majestic (agent Flor), Sedes & Belli (Stan), Witse (Gerard Ansoms in 2004, Wilfried Geerts in 2006), Mega Mindy (Simon Fabel), Kinderen van Dewindt (schipper Johny), Lili en Marleen (circusdirecteur), Spoed (Miel in 2000, vader van jonge bestuurder in 2001, Pierre in 2007), De Kotmadam (Jacky Spider in 2002, Alex in 2010, Donaat in 2018), En daarmee basta! (Antoine), De Ridder (Bert Slockaert), Vossenstreken (Bob Laermans), Amigo’s (Hubert), Vermist (Ronny De Leeuw) en Crimi Clowns (Rik).
Ook speelde hij mee in de eerste film van Samson en Gert, Hotel op stelten (2008), en had een gastrol in de reeks Goesting en in Dag en Nacht. In 2013 volgde een uitgebreide gastrol in de succesvolle reeks Eigen kweek.
Naast acteur is Delhem ook scherm- en gevechtscoördinator voor theater, film en televisie. Reeds bij de BRT-jeugdfeuilletons Kapitein Zeppos en Johan en de Alverman was hij verantwoordelijk voor de scherm- en gevechtsscènes. Hij was tevens samen met zijn broer Frank een van de oprichters van de schermkring Cyrano.